# Аеродром Сјеница
Аеродром Сјеница (: , : ) познат још и као аеродром Дубиње, је војни аеродром у Србији, у близини Сјенице на Пештерској висоравни. Аеродром је такође у близини Златара. Аеродром има једну асфалтну полетно слетну стазу дугачку 2500 и широку 30 метара.

## Историјат
Аеродром је био алтернативни војни аеродром Југословенске народне армије, који није имао сталну посаду. Током НАТО агресије СР Југославије 1999. године аеродром је оштећен.
Године 2006. војска је објавила да постоји могућност да Аеродром у Сјеници постане јавни аеродром.